# ماریا تاناسه
ماریا تاناسه (به رومانیایی: Maria Tănase; تلفظ رومانیایی: [maˈri.a təˈnase]؛ ۲۵ سپتامبر ۱۹۱۳ – ۲۲ ژوئن ۱۹۶۳) خواننده و بازیگر اهل رومانی بود. آثار او از محدوده موسیقی سنتی رومانیایی تا عاشقانه‌ها، تانگو، چانسون و اپرت را دربر می‌گیرد. او در فیلم خارهای باراگان نیز بازی کرده‌است.

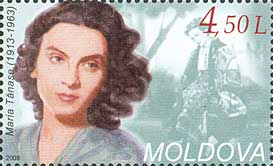
ماریا تاناسه بر روی تمبر مولدووا در سال ۲۰۰۳